# Герц
Герц (позначається Гц, Hz) — одиниця вимірювання в системі SI частоти періодичних процесів (в першу чергу, коливань), назва якої походить від прізвища німецького фізика Генріха Герца, першовідкривача електромагнітного випромінювання. 
Назва була запропонована групою німецьких вчених на початку 1920-х і прийнята Міжнародною електротехнічною комісією в жовтні 1933 року. У 1960 році, на 11 з'їзді конференції з мір і ваг, одиниця була введена як похідна в систему SI, замінивши оберти на секунду, які були у широкому вжитку до того часу.
Герц — похідна одиниця, що має спеціальну назву й позначення та дорівнює одному коливанню (періоду) на секунду:
1 Гц = 1 с−1.
Герци зазвичай використовують для вимірювання частоти електромагнітних коливань, звуку, змінного струму, тактової частоти процесорів, частот дискретизації тощо, але загалом будь який періодичний процес може бути охарактеризований таким чином. 

## Зв'язок з іншими одиницями
Якщо деякий процес відбувається кожні {\displaystyle T} секунд, то його частота дорівнює {\displaystyle {\frac {1}{T}}} герц.
Частота обертання зазвичай вимірюється у обертах на секунду або зворотніх секундах (с-1), які чисельно дорівнюють герцам, проте у деяких випадках використовується кутова частота, яка вимірюється в радіанах на секунду (один герц дорівнює {\displaystyle 2\pi } рад/с) або в градусах на секунду (один герц дорівнює 360 °/с). Також, в багатьох випадках (наприклад, на тахометрах автомобілів) частота обертання вимірюється в обертах на хвилину (rpm). Один герц дорівнює 60 обертам на хвилину.
В музиці і кардіології частоту традиційно вимірюють не в герцах а в ударах на хвилину. Один герц дорівнює 60 ударам на хвилину. 
Частота електромагнітної хвилі однозначно пов'язана з довжиною хвилі (у вакуумі) за формулою 
{\displaystyle f=c/\lambda },
тому у спектроскопії частоту електромагнітної хвилі іноді вимірюють у одиницях обернених довжині (традиційно — см-1). Один обернений сантиметр дорівнює 29,98 гігагерц.
У квантовій механіці енергія будь-якої частинки пов'язана з її частотою рівнянням 
{\displaystyle E=h\nu }
Відповідно, один герц дорівнює 6,62607015×10—34 джоулів (це значення дорівнює сталій Планка). На практиці зазвичай використовується значно менша одиниця виміру енергії, електронвольт. Один герц дорівнює 4,135 x 10—15 електронвольта.
У музичній акустиці використовуються спеціальні одиниці виміру висоти звуку мел і барк, які визначені з врахуванням чутливості людського вуха, тому для них існують лише емпірично підібрані нелінійні формули переводу:
{\displaystyle {\text{Mel}}=2595\log _{10}\left(1+{\frac {f}{700}}\right)}
{\displaystyle {\text{Bark}}=13\arctan(0,00076f)+3,5\arctan((f/7500)^{2})}
Герци (зазвичай, гігагерци), які використовуються як характеристика центрального процесора позначають тактову частоту, тобто частоту з якою "тікає" його годинник. У багатьох випадках важливішою є інша характеристика, FLOPS, скільки операцій на секунду може виконати процесор. Ці характеристики пов'язані наступним чином:
{\displaystyle FLOPS={\text{Cycles Per Second}}*{\text{Cores}}*{\text{Operations Per Cycle}}}
Оскільки сучасні процесори зазвичай мають більш ніж одне ядро, і кожне ядро може виконувати більш ніж одну інструкцію за цикл

## Частоти деяких процесів

### Звук
- Розмовний голос: 85—200 Гц (чоловічий), 160—340 Гц (жіночий)[12]
- Співацькі голоси: 256-1024 Гц (сопрано, високий жіночий голос), 127-512 Гц (тенор, високий чоловічий голос), 85-340 Гц (бас, низький чоловічий голос)[12]
- Діапазон піаніно: 27-4186 Гц [13]
- Чутний діапазон: 19-20000 Гц (нижче 19 Гц — інфразвук, вище 20000 Гц — ультразвук)

### Електромагнітні хвилі
- Надзвичайно низькі частоти — 3-30 Гц, хвилі що генерують блискавки. Також, хвилі що підтимуються резонансом Шумана також знаходяться у цьому діапазоні.
- Наднизькі частоти — 30—300 Гц, використовуються для зв'язку з підводними човнами
- Ультранизькі частоти — 300—3000 Гц, використовуються для зв'язку у шахтах, оскільки радіохвилі такої частоти проходять крізь землю
- Аматорське радіомовлення: 135,7—137,8 кГц, 472—479 кГц, 1,8—2 МГц, 3,5—4 МГц, 5,3—5,4 МГц, 7—7,3 МГц, 10,1 МГц, 14—14,3 МГц, 18,1—18,2 МГц, 21—21,4 МГц, 24,9 МГц, 28—29,7 МГц, 50—54 МГц, 144—148 МГц [14][15][16]
- Масове радіомовлення: 530—1700 кГц (AM-радіо)[17], 88—108 МГц (FM-радіо), 174—230 МГц (Цифрове радіо)[18]
- Телебачення: 470—862 МГц[19]
- Wi-Fi: 2,4 або 5 МГц[20]
- 5G зв'язок (інтернет і дзвінки): 600-1000 МГц, 3,7—4 ГГц, 24-53 ГГЦ[21]
- Радіоастрономія: 1,42 ГГц (Радіолінія водню 21 см), 1665—1720 МГц (гідроксил-іон), 4829 МГц (формальдегід), 22,2 ГГц (вода), 115,27 ГГц (монооксид вуглецю)[22]
- Мікрохвильові печі: 2,45 ГГц [23]
- "Терагерцева яма": проміжок частот між 100 ГГц і 30 ТГц, що має порівняно обмежене використання через технічні недоліки наявних приймачів і передавачів у цьому діапазоні[24].
- Терабітний бездротовий зв'язок: 145 ГГц і вище[25]
- Терагерцева томографія[en] — 0,25—4 ТГц[26]
- Інфрачервона спектроскопія: 12—120 ТГц [27]
- Інфрачервоні камери: 20—300 ТГц [28]
- Видиме світло: 400—790 ТГц
- Частота ультрафіолетового випромінювання, потрібні для виробництва вітаміну D: 0,94—1,07 ПГц[29]
- Ультрафіолетові бактерицидні лампи: 1,18—1,62 ПГц[30]
- Рентгенівське випромінювання: 30—30000 ПГц

### Людське тіло
- Дихання: 0,25—0,3 Гц (у дорослих), до 1 Гц (у немовлят)[31]
- Серцебиття: 1-1,5 Гц (в спокійному стані), 2-3 Гц (при фізичній активності)
- Ритми ЕЕГ: 8-13 (альфа-ритм), 14—30 Гц (бета-ритм), 25—35 Гц (гамма-ритм)

### Інше
- Обертання Землі навколо своєї осі: 1,16 × 10—5 Гц
- Сейсмічні хвилі: від 0,3 мілігерца (Вільні довгоперіодичні сейсмічні осциляції Землі) до десятків герц (локальні землетруси)[32]
- Розхитування мосту Золота Брама:  0,05 Гц [33]
- Гравітаційні хвилі: 10—10000 Гц (обсерваторія LIGO)[34]
- Частота змінного струму: 50-60 Гц
- Частота дискретизації в форматі MP3: 44100 Гц
- Рекорд тактової частоти процесора (на 2025 рік): 9,12 ГГц[35]

## Кратні і частинні одиниці
| Кратні                         | Кратні    | Кратні     | Кратні     | Частинні | Частинні  | Частинні   | Частинні   |
| Величина                       | Назва     | Позначення | Позначення | Величина | Назва     | Позначення | Позначення |
| ------------------------------ | --------- | ---------- | ---------- | -------- | --------- | ---------- | ---------- |
| 101 Гц                         | декагерц  | даГц       | daHz       | 10−1 Гц  | децигерц  | дГц        | dHz        |
| 102 Гц                         | гектогерц | гГц        | hHz        | 10−2 Гц  | сантигерц | сГц        | cHz        |
| 103 Гц                         | кілогерц  | кГц        | kHz        | 10−3 Гц  | мілігерц  | мГц        | mHz        |
| 106 Гц                         | мегагерц  | МГц        | MHz        | 10−6 Гц  | мікрогерц | мкГц       | µHz        |
| 109 Гц                         | гігагерц  | ГГц        | GHz        | 10−9 Гц  | наногерц  | нГц        | nHz        |
| 1012 Гц                        | терагерц  | ТГц        | THz        | 10−12 Гц | пікогерц  | пГц        | pHz        |
| 1015 Гц                        | петагерц  | ПГц        | PHz        | 10−15 Гц | фемтогерц | фГц        | fHz        |
| 1018 Гц                        | ексагерц  | ЕГц        | EHz        | 10−18 Гц | атогерц   | аГц        | aHz        |
| 1021 Гц                        | зетагерц  | ЗГц        | ZHz        | 10−21 Гц | зептогерц | зГц        | zHz        |
| 1024 Гц                        | йотагерц  | ЙГц        | YHz        | 10−24 Гц | йоктогерц | йГц        | yHz        |
| застосовувати не рекомендовано |           |            |            |          |           |            |            |

## Символи Unicode
Юнікод містить спеціальні квадратні символи що позначають одиниці вимірювання, для використання у текстах японською, китайською і корейською мовами. Серед них є і символи герца і його похідних одиниць:
- U+3339 ㌹  (ヘルツ, herutsu)
- U+3390 ㎐ SQUARE HZ (Hz)
- U+3391 ㎑ SQUARE KHZ (kHz)
- U+3392 ㎒ SQUARE MHZ (MHz)
- U+3393 ㎓ SQUARE GHZ (GHz)
- U+3394 ㎔ SQUARE THZ (THz)